# A8 (автомагистраль, Нидерланды)
Автомагистраль A8 (нидерл. Rijksweg 8, Autosnelweg 8 или A8) — скоростная автодорога в Нидерландах, соединяющая развязку Кунплейн (нидерл. Knooppunt Coenplein) на севере Амстердама с Вестзааном/Миддел. Длина трассы составляет 9,9 км. A8 пересекает  у Зандама на развязке Зандам (нидерл. Knooppunt Zaandam). Участок между Кунплейном и Зандамом является частью E22. Планировавшееся продолжение A8 до  так и не было реализовано, поэтому дальнейший транзитный трафик в направлении Аутгеста и Алкмара осуществляется через региональные дороги  и . Хотя после Вестзаана маршрут обозначен как , он не является частью риксвег A8.

## История строительства
Строительство A8 началось в 1960-х годах, но точные даты открытия отдельных участков в источниках не указаны. Участок между развязками Кунплейн и Зандам был построен как часть интеграции с A7, а участок до Вестзаана завершён позже. В 1974 году строительство продолжения A8 до A9 было приостановлено из-за бюджетных ограничений, вызванных нефтяным кризисом 1973 года, и проблем с пробками у Туннель Кун. С весны 2014 года участок между Кунплейном и Зандамом имеет двойную нумерацию A7/A8, чтобы облегчить ориентацию для транзитного трафика между A7 и .

## Описание маршрута

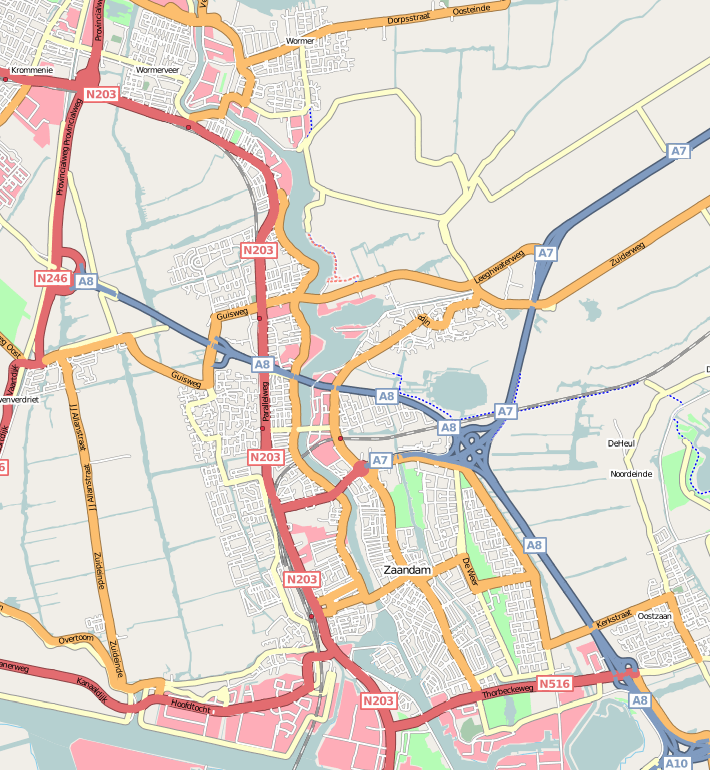
A8 в деталях

A8 начинается у развязки Кунплейн в Амстердаме, где пересекается с  и . Участок между Кунплейном и Зандамом имеет двойную нумерацию A7/A8 и является частью E22. Далее трасса проходит через Зандам, где расположены съезды Занстад-Зюд (, S118, S150) и зоны обслуживания Де Ватеринг (в направлении Амстердама) и Зандам (в направлении Вестзаана). На развязке Зандам A8 пересекает  и S151.После развязки Зандам A8 продолжается через реку Зан и проходит съезды Занстад-Куг S152) и Занстад-Вестерког (, S153). У Занстад-Ассенделфт (S154) автомагистраль заканчивается, переходя в дорогу . Далее маршрут проходит через Вестзаан и Вормер как автодорога , а затем через Кроммени и Ассенделфт как , пересекает Науэрнасхе Ваарт и достигает Аутгеста, где соединяется с .

## Соединение с A9
Ещё в 1950-х годах планировалось продолжение A8 до  в районе Хемскерка у зоны обслуживания Акermat. Однако проект был остановлен в 1974 году из-за нефтяного кризиса и роста пробок у туннеля Кун. Транзитный трафик через N203 и N246 вызывал проблемы с пробками и экологией в Кроммени и Ассенделфт. С 2014 года провинция Северная Голландия, совместно с муниципалитетами Занстад, Аутгест, Хемскерк, Бевервейк и Городской регион Амстердам, изучает варианты решения этих проблем.

## Современное состояние

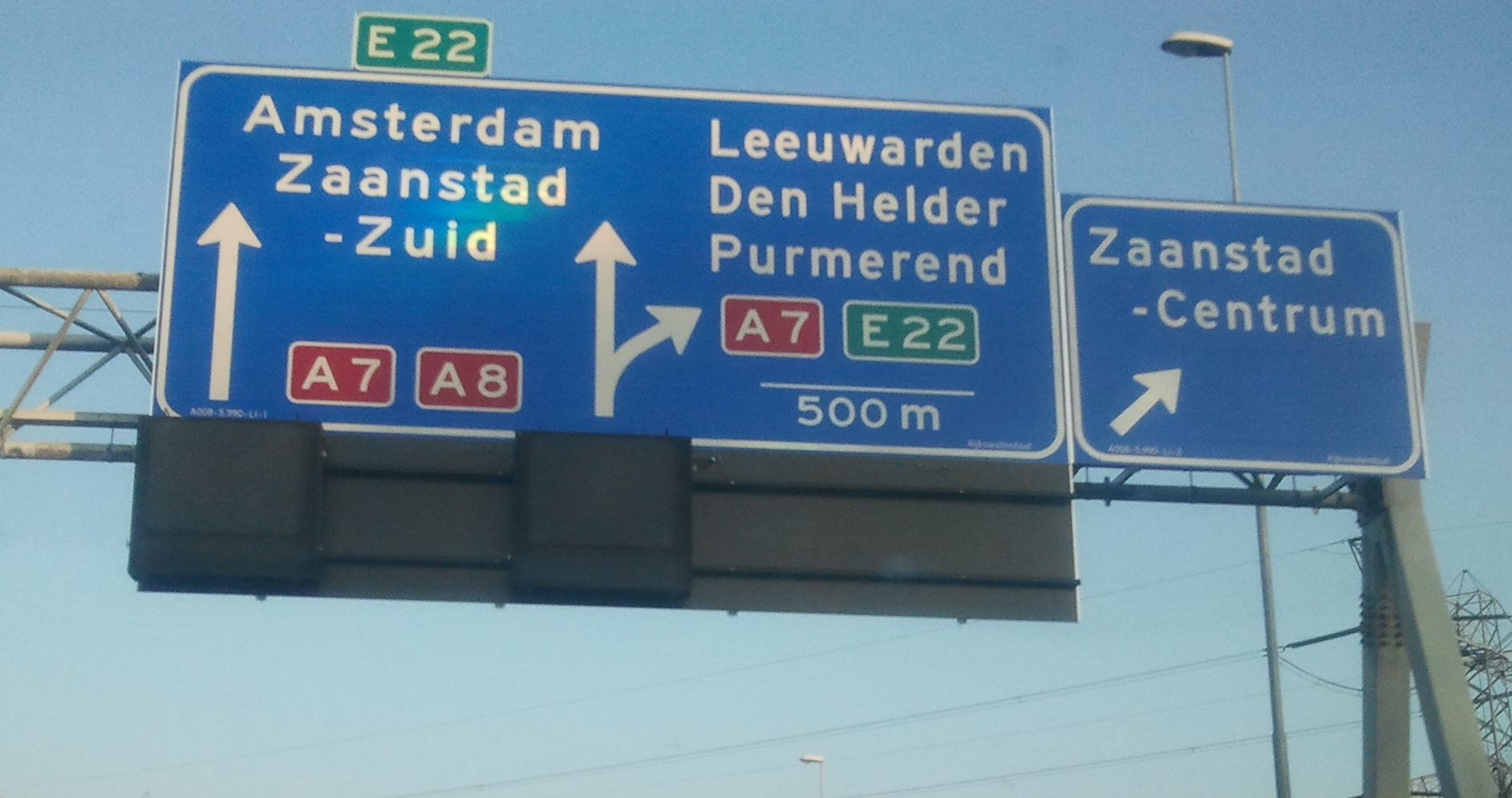
Указатель участка A7/A8

### Двойная нумерация
С весны 2014 года участок между развязками Кунплейн и Зандам имеет двойную нумерацию A7/A8. Это решение было принято для удобства транзитного трафика, следующего между A7 и A10, чтобы избежать необходимости ориентироваться на новый номер дороги на коротком участке.

### Конфигурация
| Трасса                                     | Количество полос | Максимальная скорость | Обозначение | Тип дороги |
| ------------------------------------------ | ---------------- | --------------------- | ----------- | ---------- |
| Развязка Кунплейн — Развязка Зандам        |                  |                       |             |            |
| Развязка Зандам — съезд Занстад-Ассенделфт |                  |                       |             |            |
| Съезд Занстад-Ассенделфт — съезд Кроммени  |                  |                       |             |            |
| Съезд Кроммени — перекрёсток Кроммени      |                  |                       |             |            |

## Галерея

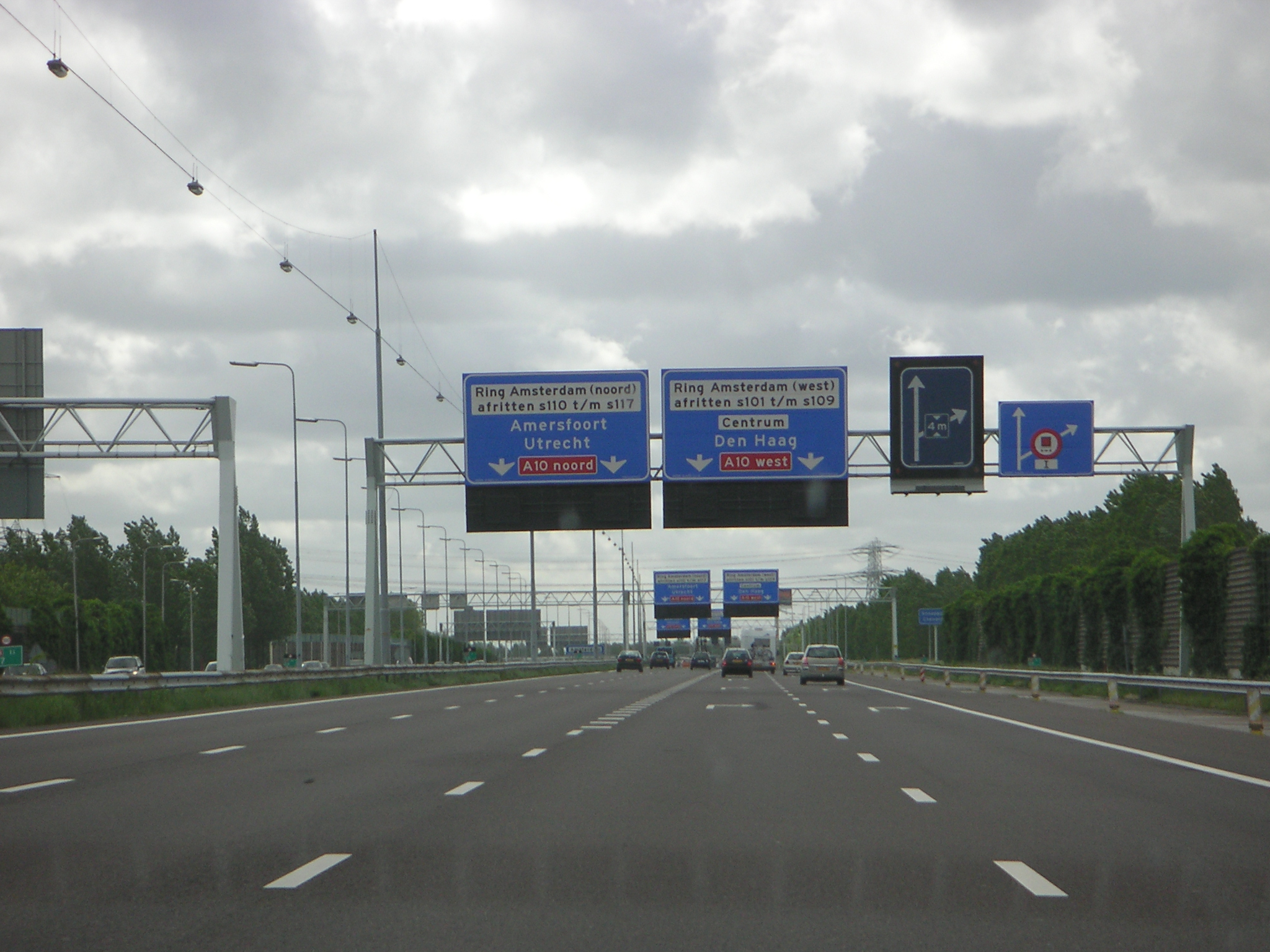
A8 у Кунплейна
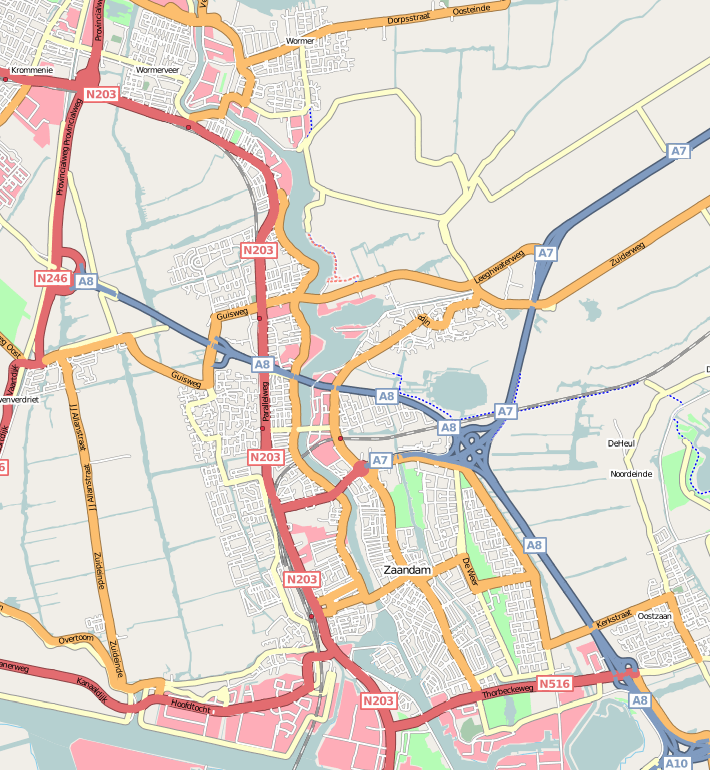
A8 в деталях
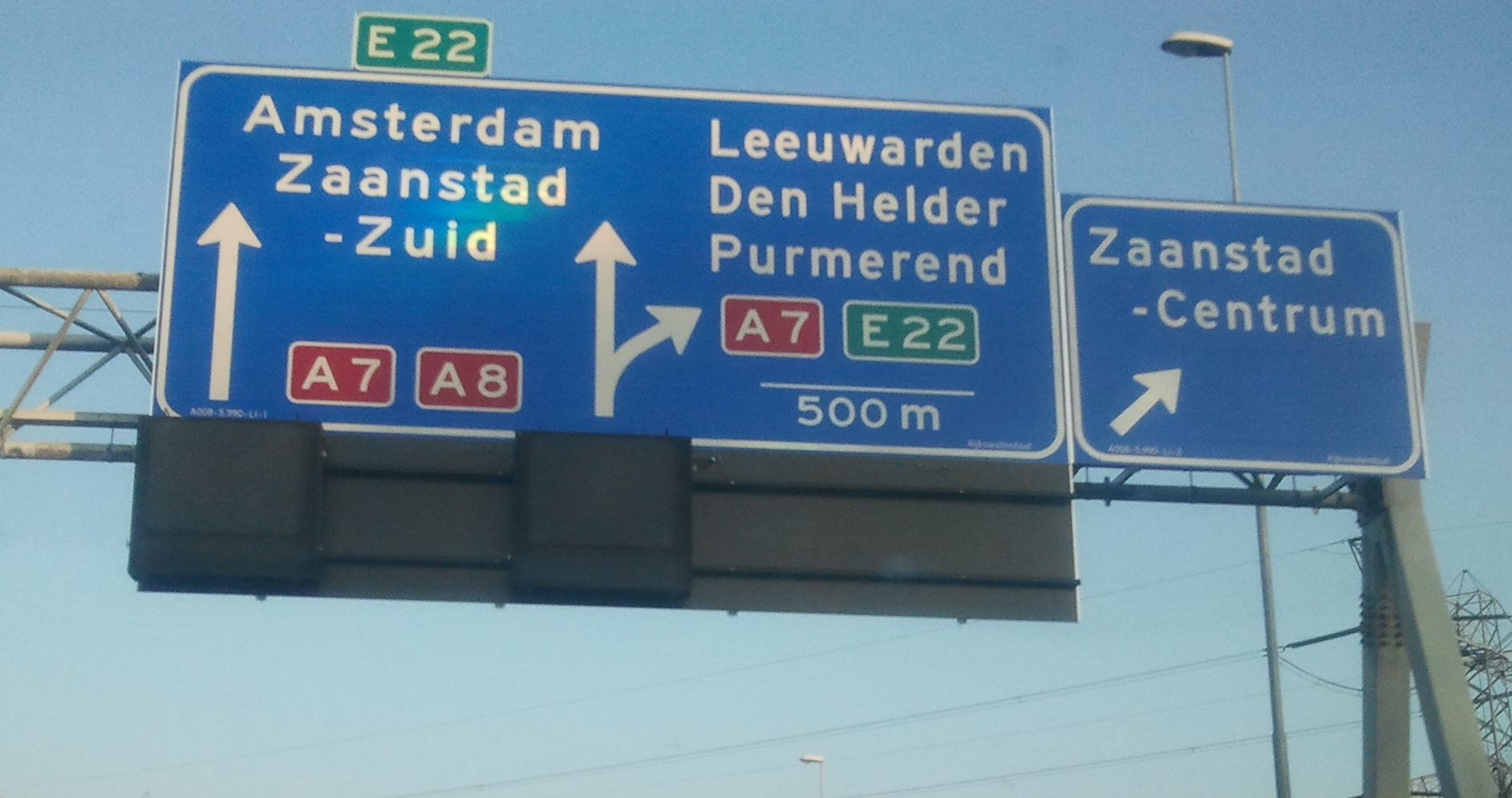
Указатель участка A7/A8